# Songs About Jane
Songs About Jane es el álbum debut de la banda de Pop/Rock de Los Ángeles, California, Maroon 5. El título hace referencia a Jane Herman, exnovia del cantante Adam Levine. El álbum fue lanzado el 25 de junio de 2002 y a finales de 2004 había alcanzado el Top 10 del Chart Billboard 200.

## Contexto
Adam Levine, Jesse Carmichael, Ryan Dusick y Mickey Madden habían formado parte de una banda anterior, llamada Kara's Flowers, la cual lanzó un álbum llamado The Fourth World a mediados de 1997, teniendo poco éxito comercial. Kara's Flowers dejó Reprise Records, en 1999 y con la adición del guitarrista James Valentine se convirtió en Maroon 5.
La banda dio shows de presentación en Nueva York y Los Ángeles. Firmaron un contrato con Octone Records, un sello independiente neoyorquino con distribución a través de BMG y un contrato de nuevo artista con Clive Davis' J Records. La banda grabó Songs About Jane en el estudio Rumbo Recorders en Los Ángeles, con el productor Matt Wallace, quien había producido discos también para Train, Faith No More, y O.A.R.. La producción fue realizada principalmente por Wallace, con Mark Endert en el mezclado y producción adicional para «This Love»..

## Canciones
El primer sencillo de Songs About Jane es el titulado Harder to Breathe, lanzado tras el estreno del álbum y con el que comenzaron a hacerse notar en las emisoras de radio. El tema se aupó entre los primeros 20 puestos en la lista Billboard Hot 100 en Estados Unidos, lo que propició un aumento en el número de ventas del álbum. Adam Levine describió la canción en una entrevista como la expresión de la frustración que la banda sentía con su sello, Octone Records, durante la grabación de su primer álbum por las presiones recibidas para crear el nuevo material.
La segunda canción del álbum, This Love, lanzada como segundo sencillo, se convirtió en un gran éxito de Maroon 5, logrando ganar un premio Grammy como Mejor Interpretación Pop de un Dúo o Grupo con Voz, en la edición de 2006. En listas logró situarse entre los 10 primeros puestos en Estados Unidos y Australia y el vídeo que lo acompañó, tuvo igualmente una gran repercusión, y eso a pesar de verse obligado a editarlo para su aceptación en MTV. El tema fue escrito por Levine en un delicado momento emocional de su vida, saliendo de una relación pero con la emoción por la inminente grabación de un nuevo álbum. Ese conflictos de emociones diferentes es lo que quiso plasmar en las letras de la canción.
El tercer sencillo lanzado de este álbum es el titulado She Will Be Loved, con el que repitieron el éxito de los anteriores lanzamientos. Estrenado como sencillo el 21 de junio de 2004, pronto alcanzó el número 1 en las listas Mainstream Top 40 y Adult Top 40, aupándose en el primer puesto en las listas australianas y el quinto en la lista Billboard Hot 100 de Estados Unidos. Maroon 5 logró vender más de tres millones y medio de copias de She Will Be Loved.
Tangled es el quinto corte del álbum, no lanzado como sencillo y que nos trae otra canción que habla de una relación emocional que está a punto de terminarse, con el arrepentimiento como fondo. Las críticas echaron en falta en esta canción un poco más de energía a la hora de expresar los sentimientos del intérprete.
El tema Must Get Out, quinto sencillo de Songs About Jane, fue escrito por Adam Levine y Jesse Carmichael y contó con Matt Wallace en las tareas de producción. En Must Get Out, los autores nos hablan de un período complicado por el que pasa una relación de pareja. Sin llegar a convertirse en un éxito, sí alcanzó a entrar entre los 30 primeros sencillos de Reino Unido y otros países.
El octavo corte, Sunday Morning, se lanzó al mercado como cuarto sencillo el 8 de noviembre de 2004, aunque no llegó a destacar en las listas de éxitos en estados Unidos A pesar de ello, el sencillo sí recibió críticas muy positivas y buenas posiciones en numerosos países europeos. Una nueva canción que trata del dolor de una amor que se apaga, aunque con un toque nostálgico en el que se recuperan los momentos agradables que se vivieron juntos.

## Lista de canciones
Edición estándar
| N.º | Título                                              | Duración |  |
| 1.  | «Harder to Breathe» (Jesse Carmichael, Adam Levine) | 2:53     |  |
| 2.  | «This Love» (Carmichael, Levine)                    | 3:26     |  |
| 3.  | «Shiver» (Carmichael, Levine)                       | 2:59     |  |
| 4.  | «She Will Be Loved» (Levine, James Valentine)       | 4:17     |  |
| 5.  | «Tangled» (Levine)                                  | 3:18     |  |
| 6.  | «The Sun» (Levine)                                  | 4:11     |  |
| 7.  | «Must Get Out» (Levine)                             | 3:58     |  |
| 8.  | «Sunday Morning» (Carmichael, Levine)               | 4:06     |  |
| 9.  | «Secret» (Carmichael, Levine)                       | 4:55     |  |
| 10. | «Through with You» (Carmichael, Levine)             | 3:01     |  |
| 11. | «Not Coming Home» (Carmichael, Ryan Dusick, Levine) | 4:21     |  |
| 12. | «Sweetest Goodbye» (Levine)                         | 4:30     |  |

| Temas adicionales (Bonus tracks)(*) |                                   |          |  |
| N.º                                 | Título                            | Duración |  |
| 13.                                 | «Rag Doll»                        | 5:29     |  |
| 14.                                 | «Harder to Breathe» (acústica)    | 2:58     |  |
| 15.                                 | «This Love» (acústica)            | 4:02     |  |
| 16.                                 | «This Love» (Remix de Kanye West) | 3:38     |  |

(*) Incluidos en la versión mundial de Songs About Jane lanzada por BMG en 2004.
| Edición 10º Aniversario CD 2 (**) |                                                                |          |  |
| N.º                               | Título                                                         | Duración |  |
| 1.                                | «Harder to Breathe (Demo)»                                     | 2:17     |  |
| 2.                                | «This Love (Demo)»                                             | 3:21     |  |
| 3.                                | «Shiver (Demo)»                                                | 3:08     |  |
| 4.                                | «She Will Be Loved (Demo)»                                     | 3:08     |  |
| 5.                                | «Tangled (Demo)»                                               | 2:44     |  |
| 6.                                | «The Sun (Demo)»                                               | 3:22     |  |
| 7.                                | «Must Get Out (Demo)»                                          | 3:17     |  |
| 8.                                | «Sunday Morning (Demo)»                                        | 4:12     |  |
| 9.                                | «Secret (Demo)»                                                | 4:09     |  |
| 10.                               | «Through With You (Demo)»                                      | 3:20     |  |
| 11.                               | «Not Coming Home (Demo)»                                       | 3:51     |  |
| 12.                               | «Sweetest Goodbye (Demo)»                                      | 3:30     |  |
| 13.                               | «Take What You Want (Demo)»                                    | 2:25     |  |
| 14.                               | «Ragdoll ( Demo Original/ Lado B de la versión internacional)» | 5:28     |  |
| 15.                               | «Woman (Demo)»                                                 | 4:06     |  |
| 16.                               | «Chilly Winter (Demo)»                                         | 2:55     |  |
| 17.                               | «The Sun (Mezcla alternativa)»                                 | 4:16     |  |

(**) La banda relanzó el disco Songs About Jane junto con Overexposed, al cumplirse 10 años del primer lanzamiento, en una nueva versión de 2 discos: Uno con los temas originales, y el otro con las versiones demo de las canciones del disco más «Woman» (de la banda de sonido original de la película Spider-Man 2), 2 temas inéditos («Take What You Want», «Chilly Winter») y una versión alternativa de «The Sun».

## Créditos
(Adaptados de la página AllMusic en inglés)
- Cey Adams – Dirección de arte
- Michael Barbiero – mezcla de audio
- Jesse Carmichael – Teclados
- Ryan Dusick – Batería, coros
- Mark Endert – Producción, mezcla de audio
- Gregg Gordon – Ilustraciones
- Mike Landolt – Ingeniero de sonido
- Adam Levine – Voz, Guitarra
- Mickey Madden – Bajo
- Chris McCann – Fotografía
- Bobby Carmichael - Fotografía
- Posie Muliadi – Ingeniero asistente
- James Valentine – Guitarras
- Matt Wallace – Producción, mezcla de audio, percusión
- Danny Wright – Ingeniero asistente
- Alan Yoshida – Masterización
- Leon Zervos – Masterización
- Neil Zlozower – Fotografía

## Certificaciones
| País           | Proveedor (es)                     | Posición | Certificación | Ventas     |
| -------------- | ---------------------------------- | -------- | ------------- | ---------- |
| Alemania       | Media Control                      | 5        | Platino       | 200,000+   |
| Australia      | ARIA                               | 1        | 5x Platino    | 350,000+   |
| Austria        | Media Control                      | 7        | Oro           | 20,000+    |
| Brasil         | ABPD                               | -        | Oro           | 140,000+   |
| Canadá         | Nielsen SoundScan                  | 3        | 3x Platino    | 300,000+   |
| Europa         | IFPI                               | -        | 2x Platino    | 2,000,000  |
| Estados Unidos | Billboard 200                      | 6        | 4x Platino    | 4,600,000+ |
| Estados Unidos | Billboard Top Internet Albums      | 6        | -             | -          |
| Estados Unidos | Billboard Comprehensive Albums     | 6        | -             | -          |
| Estados Unidos | Billboard Heatseekers              | 1        | -             | -          |
| Estados Unidos | Billboard Top Pop Catalog          | 1        | -             | -          |
| Finlandia      | GLF                                | -        | Oro           | 20,000+    |
| Francia        | SNEP/IFOP                          | 1        | 2x Oro        | 290,000+   |
| Irlanda        | IRMA                               | 3        | -             | -          |
| Italia         | FIMI                               | 4        | Oro           | 40,000+    |
| Japón          | Oricon                             | -        | 2x Platino    | 500,000+   |
| México         | AMPROFON                           | 2        | 2x Platino    | 300,000+   |
| Noruega        | VG Nett                            | 3        | Oro           | 20,000+    |
| Nueva Zelanda  | RIANZ                              | 1        | 5x Platino    | 75,000+    |
| Holanda        | NVPI/Megacharts                    | 2        | Platino       | 70,000+    |
| Reino Unido    | BPI/The Official UK Charts Company | 1        | 6x Platino    | 1,900,000+ |
| Suecia         | GLF                                | 4        | Oro           | 30,000+    |
| Suiza          | Media Control                      | 12       | Oro           | 20,000+    |